# Upper Lunsenfwa
Upper Lunsenfwa è un ward dello Zambia, parte della Provincia Centrale e del Distretto di Mkushi.